# L'Eau du Nil
Pour plus de détails, voir Fiche technique et Distribution.
L'Eau du Nil est un film français réalisé par Marcel Vandal et sorti en 1928. 
C'est le premier film sonore français, mais il n'a connu qu'un relatif succès de curiosité.

## Fiche technique
- Titre original : L'Eau du Nil
- Titre secondaire : La Femme la plus riche du monde
- Réalisation : Marcel Vandal, assisté d'André Berthomieu et René Lefèvre
- Scénario : Pierre Frondaie d'après son roman
- Producteurs : Léon Gaumont, Vandal & Delac
- Date de sortie : 
  - France : 18 octobre 1928

## Distribution
- Jean Murat : Pierre Levannier
- Max Maxudian : Wirsocq
- Lee Parry : Anne-Marie de Sorgepois
- René Lefèvre : Arthur de Sorgepois
- Gaston Jacquet : Bazil Lescoe
- Marguerite de Morlaye
- Marcel Carpentier
- Aurel
- Anita Labartha : la danseuse
- Marianno : le danseur
- Yette Tressy
- Raymond de Sarka
- William Max
- Janine Lequesne
- Koffler
- Wazoff

## Autour du film
C'est le premier film entièrement sonore présenté en France, mais la complexité du système (« double-bande ») ne lui permet pas de s'imposer, et le film n'a eu qu'un succès de curiosité.